# Andy Milonakis

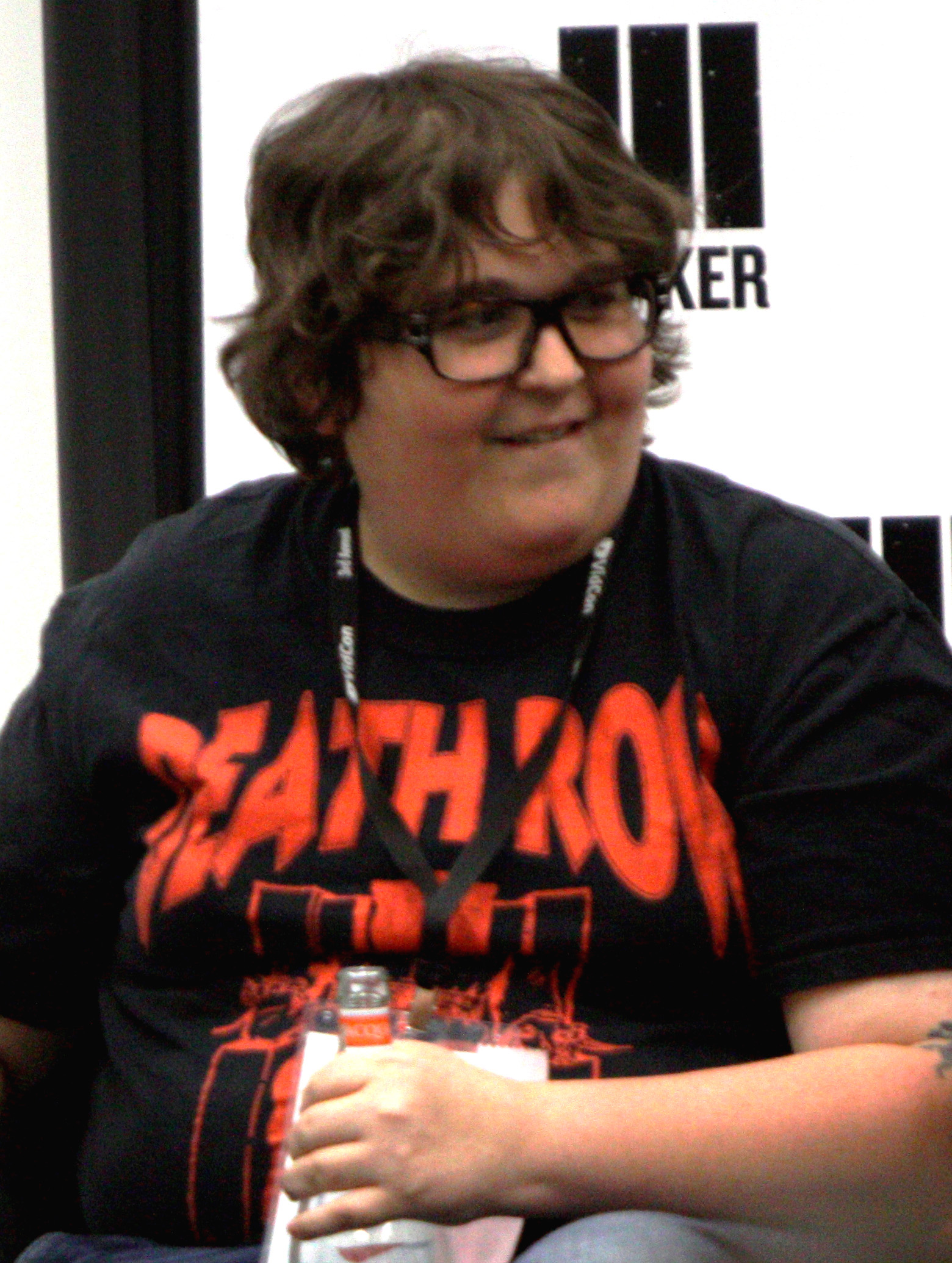
Andy Milonakis (2012)

Andrew Michael Milonakis (* 30. Januar 1976 in Katonah, New York) ist ein US-amerikanischer Komiker.

## Webprojekte
Mit seinem Alter Ego, einem durchgedrehten Teenager, wurde er zu einem Internet-Phänomen. Auf seiner Website stellte er Videoaufnahmen ins Netz, auf denen er bei Nonsens-Raps, in absurden Clips und Kurzfilmen zu sehen war. Bekannte Clips waren Crispy New Freestyle, Psychorap und The Super Bowl Is Gay. Milonakis trat in 2003 und 2004 in den Fernsehsendungen der Comedians Tom Green und Jimmy Kimmel auf, vereinzelt auch noch später.
In Deutschland wurde auf dem Fernsehsender MTV die Serie The Andy Milonakis Show ab 2005 ausgestrahlt, in der ähnliches Material wie auf der Website präsentiert wurde.
Auf musikalischer Ebene startete er unter anderem das Projekt Busboys' Paradise mit Max Kasch und wirkte am P-H-Fat Rap von Nick & T-Dog mit. Ebenfalls rappt er mit J-Kwon auf der Single Like Dis. 2009 gastierte er als Autotuneeffekt im Track Zumbi des Albums Guns don't kill people, lazers do des Diplo-und-Switch-Projekts Major Lazer. Des Weiteren veröffentlichte Milonakis sein Musik-Album Hot Soup via Twitter, YouTube und als kostenlosen Download bei MediaFire. Seit 2012 rappt er zusammen mit RiFF RaFF und Dirt Nasty. Das Trio trägt den Namen Three Loco.
Milonakis betreibt seinen eigenen Kanal auf der Streamingplattform Twitch.
Milonakis hat einen Wachstumshormonmangel, der ihm als Erwachsenen das Aussehen eines Heranwachsenden gibt.

## Filmografie (Auswahl)
- 2005: AbServiert (Waiting...)
- 2006: Extreme Movie
- 2007: Who’s Your Caddy?
- 2009: Still Waiting
- 2012: Mac & Devin Go to High School
- 2014: Dumbbells
- 2022: Funny Pages